# Karol Mičieta
Karol Mičieta (ur. 1952) – słowacki botanik, rektor Uniwersytetu Komeńskiego w Bratysławie (2011–2019).

## Biografia
W 1975 r. ukończył studia z zakresu botaniki na Wydziale Nauk Przyrodniczych Uniwersytetu Komeńskiego (UK) w Bratysławie. W okresie od 1981 do 1990 był zatrudniony w Instytucie Biologii Molekularnej i Subkomórkowej Wydziału Nauk Przyrodniczych UK, a w latach 1990–1995 był czynny w Instytucie Biologii Komórkowej jako samodzielny pracownik naukowy. W 1995 r. objął Katedrę Botaniki; od 1998 r. docent, od 2007 r. profesor.

## Publikacje (wybór)
Wśród jego publikacji można wymienić:
- Vyššie rastliny v bioindikácii fytotoxicity a genotoxicity znečisteného životného prostredia (1997)
- Špecializované informačné technológie v prírodovedenom výskume: Mnohorozmerné štatistické analýzy v biológii (współautorstwo, 2008)
- Všeobecná a aplikovaná palynológia (współautorstwo, 2016)